# Emre Mor
Emre Mor (Brønshøj, 24 juli 1997) is een Deens-Turks voetballer die doorgaans als vleugelspeler speelt. Mor debuteerde in 2017 in het Turks voetbalelftal.

## Clubcarrière
Mor, geboren en getogen in Denemarken, speelde in de jeugd bij Brønshøj BK, Lyngby BK en Nordsjælland. Hij debuteerde op 28 november 2015 voor Nordsjælland in de Superligaen, uit tegen Randers FC. Zijn eerste doelpunt volgde op 28 februari 2016, uit tegen Viborg FF. Op 20 maart 2016 maakte hij voor eigen publiek zijn tweede competitietreffer tegen FC Kopenhagen. Mor speelde in zijn eerste seizoen als senior dertien competitiewedstrijden. Hij eindigde dat jaar als negende in de Superligaen met Nordsjælland.
Mor tekende in juni 2016 een contract tot medio 2021 bij Borussia Dortmund, de nummer twee van Duitsland in het voorgaande seizoen. In 2017 kocht Celta de Vigo hem over voor 13 miljoen euro, de op een na duurste transfer in de clubhistorie. Na meerdere gevallen van wangedrag werd hij uit de selectie gezet. In 2019 werd hij voor een seizoen uitgeleend aan Galatasaray, maar hij mocht daar na een half seizoen alweer vertrekken. Hij maakte het seizoen op huurbasis af bij Olympiakos Piraeus. Het seizoen erna mocht hij weer bij de selectie van Celta de Vigo en wist een doelpunt te maken in 13 wedstrijden.
In 2021 werd hij opnieuw verhuurd, ditmaal aan Fatih Karagümrük, waar hij wist uit te blinken. Het leverde hem na het seizoen een transfer op naar grootmacht Fenerbahçe. In 2024 werd hij ditmaal door Fenerbahçe verhuurd aan Fatih Karagümrük.

## Clubstatistieken
| Seizoen | Club                 | Competitie       | Competitie | Competitie | Beker | Beker | Internationaal | Internationaal | Totaal | Totaal |
| Seizoen | Club                 | Competitie       | Wed.       | Dlp.       | Wed.  | Dlp.  | Wed.           | Dlp.           | Wed.   | Dlp.   |
| ------- | -------------------- | ---------------- | ---------- | ---------- | ----- | ----- | -------------- | -------------- | ------ | ------ |
| 2015/16 | Nordsjælland         | Superligaen      | 13         | 2          | 0     | 0     | —              | —              | 13     | 2      |
| 2016/17 | Borussia Dortmund    | Bundesliga       | 12         | 1          | 4     | 0     | 3              | 0              | 19     | 1      |
| 2017/18 | Celta de Vigo        | Primera División | 23         | 1          | 4     | 0     | —              | —              | 27     | 1      |
| 2018/19 | Celta de Vigo        | Primera División | 10         | 0          | 2     | 0     | —              | —              | 12     | 0      |
| 2019/20 | → Galatasaray        | Süper Lig        | 10         | 0          | 3     | 0     | 4              | 0              | 17     | 0      |
| 2019/20 | → Olympiakos Piraeus | Super League     | 0          | 0          | 2     | 0     | 0              | 0              | 2      | 0      |
| 2020/21 | Celta de Vigo        | Primera División | 11         | 0          | 2     | 1     | —              | —              | 13     | 1      |
| 2021/22 | → Fatih Karagümrük   | Süper Lig        | 26         | 5          | 3     | 1     | —              | —              | 29     | 6      |
| 2022/23 | Fenerbahçe           | Süper Lig        | 28         | 2          | 4     | 2     | 9              | 2              | 37     | 6      |
| 2023/24 | Fenerbahçe           | Süper Lig        | 6          | 0          | 1     | 0     | 1              | 0              | 8      | 0      |
| 2023/24 | → Fatih Karagümrük   | Süper Lig        | 9          | 1          | 4     | 0     | —              | —              | 13     | 1      |
| 2024/25 | → Eyüpspor           | Süper Lig        | 18         | 1          | 4     | 1     | —              | —              | 22     | 2      |
| Totaal  | Totaal               | Totaal           | 166        | 13         | 33    | 5     | 17             | 2              | 212    | 20     |

Bijgewerkt tot en met het seizoen 2024/25.

## Interlandcarrière
Mors moeder is een Turkse afkomstig uit Noord-Macedonië en zijn vader is Turks. Op 29 mei 2016 debuteerde hij voor Turkije, in een vriendschappelijke interland tegen Montenegro. Een week later mocht Mor opnieuw invallen in een oefeninterland tegen Slovenië. Hij behoorde tot de 23-koppige selectie van Turkije voor het Europees kampioenschap voetbal 2016 in Frankrijk. Hij maakte in het eerste groepsduel zijn debuut op een groot toernooi, tegen Kroatië. Na nederlagen tegen Spanje (0–3) en Kroatië (0–1) en een overwinning op Tsjechië (2–0) was Turkije uitgeschakeld in de groepsfase.